# 落部村 (北海道)
落部村（おとしべむら）は、かつて北海道茅部郡にあった村。

## 沿革
- 1915年（大正4年）4月1日 - 北海道二級町村制施行により茅部郡落部村の区域をもって、茅部郡落部村が発足する。函館支庁に所属。
- 1922年（大正11年）8月3日 - 支庁の改称により渡島支庁に所属。
- 1957年（昭和32年）4月1日 - 山越郡八雲町に編入する。

## 出身人物
- 辨開凧次郎 - 1847年生まれの落部村にあったコタン出身のアイヌ人家畜商、八甲田雪中行軍遭難事件の捜索活動で活躍するアイヌ人救助隊の長、1924年死去。